# حارة الدار والحافه(صنعاء همدان)
حارة الدار والحافة هي إحدى حارات حي علو ضلاع همدان بضواحي صنعاء مديرية همدان، بلغ تعداد سكانها 232 نسمة حسب تعداد اليمن لعام 2004.